# Iglesias de madera de los Cárpatos
Las Iglesias de madera de la parte eslovaca de los Cárpatos es el nombre con el que la Unesco define a nueve iglesias de madera construidas entre el siglo XVI y el XVIII en ocho diferentes localizaciones de Eslovaquia. Se incluyen dos iglesias católicas (Hervartov, Tvrdošín), tres protestantes (Hronsek, Leštiny, Kežmarok) y tres greco-católicas (Bodružal, Ruská Bystrá, Ladomirová) además de un campanario en Hronsek. 
Fueron declaradas Patrimonio de la Humanidad en 2008.

## Localización
| Código   | Nombre                           | Localidad    | Extensión                                               | Coordenadas                                |
| -------- | -------------------------------- | ------------ | ------------------------------------------------------- | ------------------------------------------ |
| 1273-001 | Iglesia de San Francisco de Asís | Hervartov    | Zona de protección: 0,08 ha. Zona de respeto: 5,35 ha.  | 49°14′48″N 21°12′13″E / 49.24667, 21.20361 |
| 1273-002 | Iglesia de Todos los Santos      | Tvrdošín     | Zona de protección: 0,75 ha. Zona de respeto: 1,7 ha.   | 49°20′12″N 19°33′33″E / 49.33667, 19.55917 |
| 1273-003 | Iglesia de Kežmarok              | Kežmarok     | Zona de protección: 0,52 ha. Zona de respeto: 74,17 ha. | 49°08′00″N 20°25′42″E / 49.13333, 20.42833 |
| 1273-004 | Iglesia de Leštiny               | Leštiny      | Zona de protección: 0,31 ha. Zona de respeto: 1,77 ha.  | 49°11′19″N 19°20′58″E / 49.18861, 19.34944 |
| 1273-005 | Iglesia de Hronsek               | Hronsek      | Zona de protección: 0,18 ha. Zona de respeto: 1,82 ha.  | 48°38′56″N 19°9′17″E / 48.64889, 19.15472  |
| 1273-006 | Campanario de Hronsek            | Hronsek      | Zona de protección: 0,01 ha. Zona de respeto: 1,82 ha.  | 48°38′56″N 19°9′19″E / 48.64889, 19.15528  |
| 1273-007 | Iglesia de San Nicolás           | Bodružal     | Zona de protección: 0,35 ha. Zona de respeto: 2,27 ha.  | 49°21′9″N 21°42′28″E / 49.35250, 21.70778  |
| 1273-008 | Iglesia del Arcángel San Miguel  | Ladomirová   | Zona de protección: 0,06 ha. Zona de respeto: 1,58 ha.  | 49°19′42″N 21°37′35″E / 49.32833, 21.62639 |
| 1273-009 | Iglesia de San Nicolás           | Ruská Bystrá | Zona de protección: 0,25 ha. Zona de respeto: 1,71 ha.  | 48°51′25″N 22°17′47″E / 48.85694, 22.29639 |

## Galería

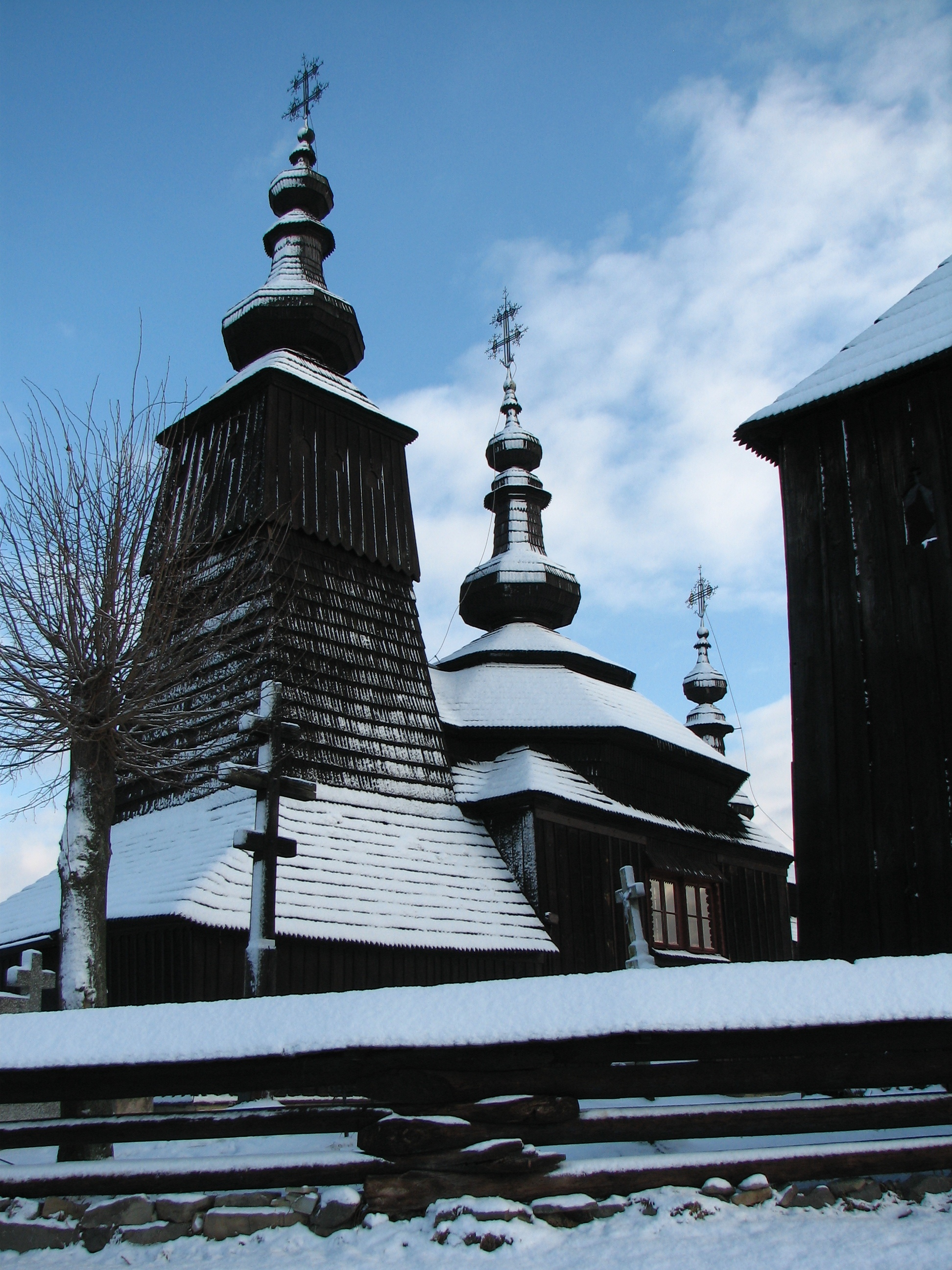
Iglesia greco-católica del Arcángel San Miguel en Ladomirová.
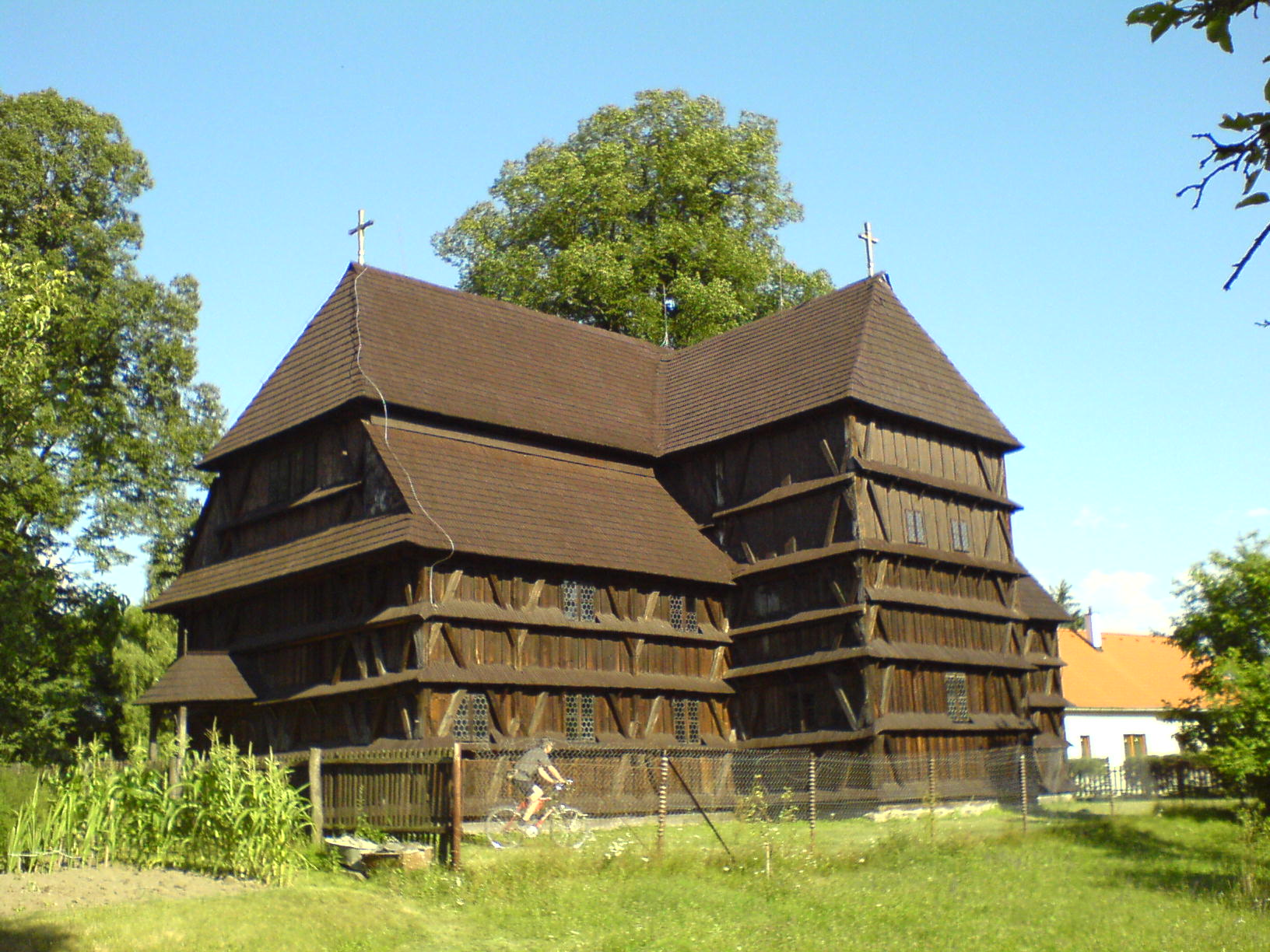
Iglesia protestante en Hronsek.
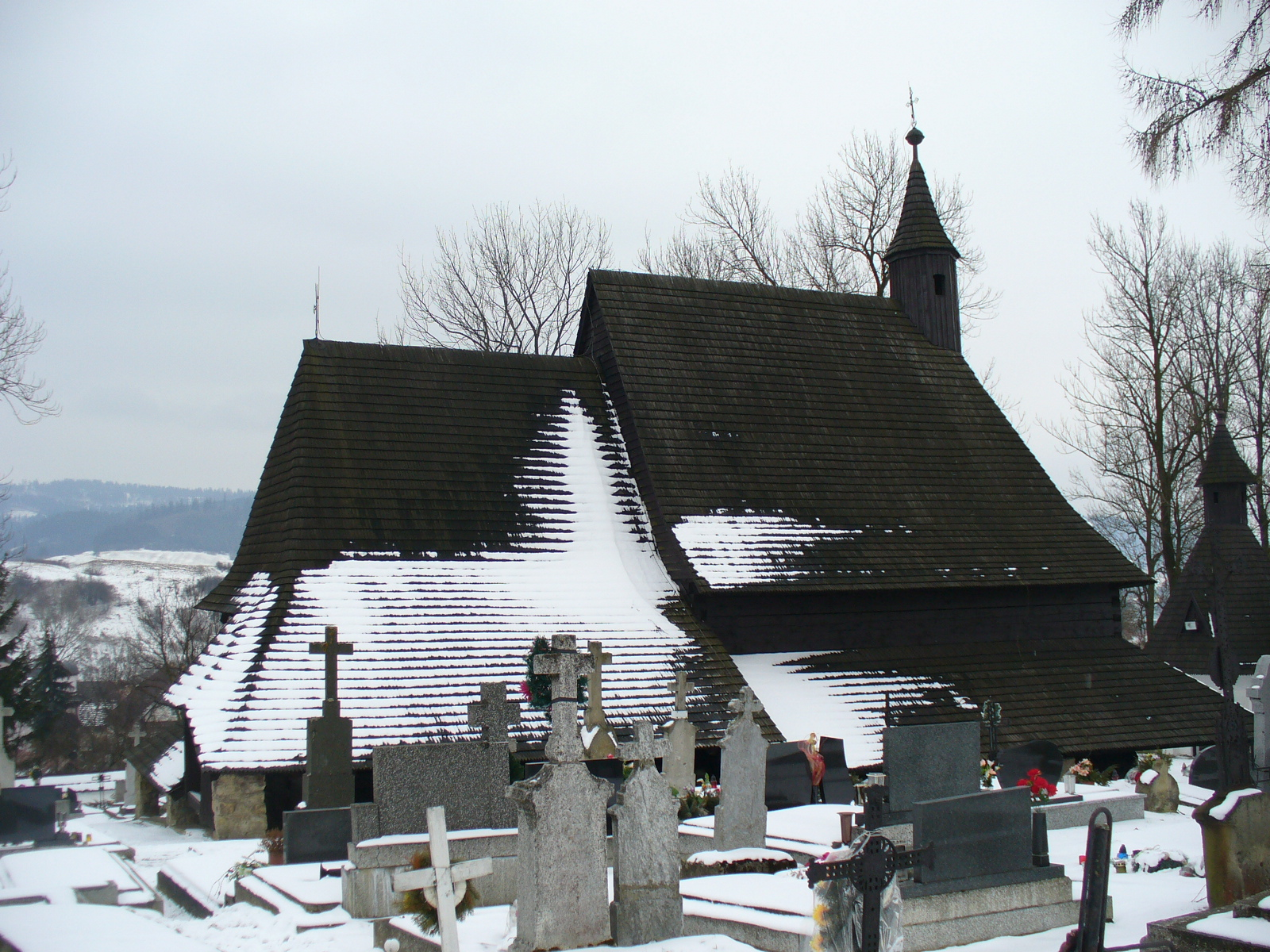
Iglesia católica de Todos los Santos en Tvrdošín.